# Juchnow
Juchnow (russisch Ю́хнов) ist eine Kleinstadt mit 7056 Einwohnern (Stand 14. Oktober 2010) und ein Rajon-Zentrum in Russland, in der Oblast Kaluga. Es liegt etwa 150 km südwestlich von Moskau und 85 km nordwestlich der Gebietshauptstadt Kaluga, am rechten Ufer des Flusses Ugra. Die nächstgelegene Stadt ist das 33 km entfernte Mossalsk.

## Geschichte

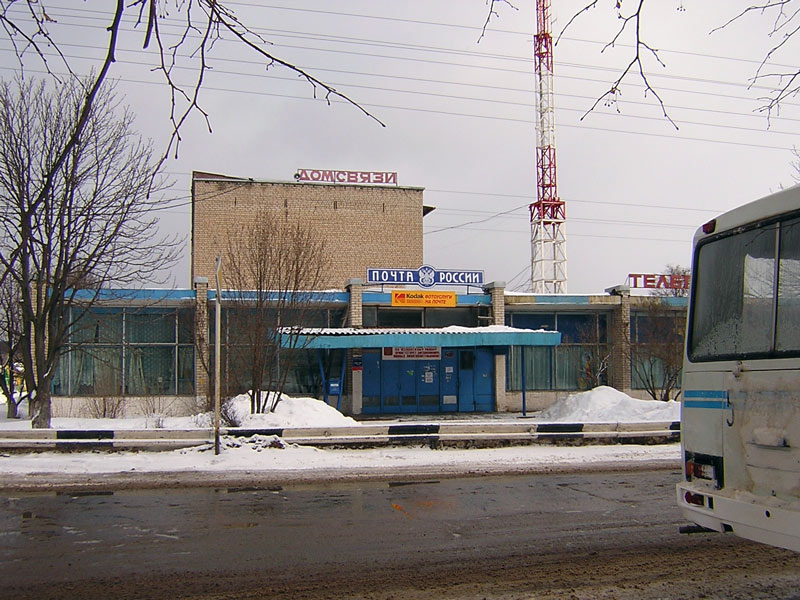
Eine Postfiliale in Juchnow

Juchnow (der Name leitet sich einer Legende nach vom Erstsiedler Juchna ab) wurde 1410 als Standort eines orthodoxen Männerklosters erstmals erwähnt. Später diente das Kloster eine Zeit lang als Festung, da es an den südlichen Grenzen des Großfürstentums Moskau lag. Im Polnisch-Russischen Krieg konnte die Festung 1611 einem Angriff der Invasoren nicht standhalten und wurde verwüstet. Bis 1633 konnte das Kloster wiederhergerichtet werden. Im 18. Jahrhundert wurde es neu aus Stein erbaut.

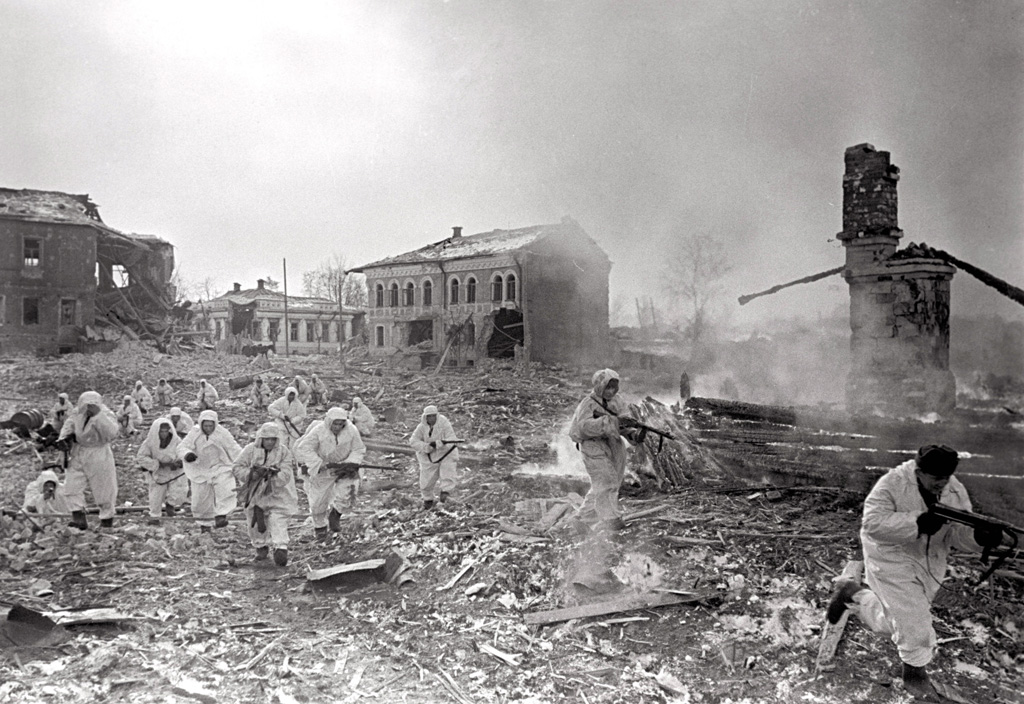
Sowjetischer Spähtrupp im April 1942 in Juchnow

1777 wurden Juchnow im Zuge einer Gebietsreform die Stadtrechte verliehen. Von 1796 bis 1922 gehörte die Stadt zum Gouvernement Smolensk und hatte vor allem Bedeutung als Handelsstadt. 1921 wurde Juchnow durch einen Großbrand erheblich zerstört und musste danach erneut wiederaufgebaut werden. In dieser Zeit entstanden dort auch erste Industriebetriebe. 
Von September 1939 bis Juli 1941 befand sich auf dem Gebiet der Stadt ein von der Geheimpolizei NKWD geführtes Lager für polnische Kriegsgefangene, die nach dem Einmarsch der Roten Armee in  Ostpolen am 17. September infolge des Ribbentrop-Molotow-Paktes in sowjetische Hand geraten waren. Im Mai 1940 kamen in das Lager polnische Offiziere aus den NKWD-Sonderlagern Koselsk, Ostaschkow und Starobelsk, die als kollaborationsbereite Informanten oder als Militärexperten nach Moskau gebracht werden sollten. Sie entgingen auf diese Weise dem Massaker von Katyn beziehungsweise den parallel dazu stattfindenden Massenexekutionen in Charkow und Kalinin. Bedingt durch den Großbrand sowie Schäden während der Kämpfe im Zweiten Weltkrieg sind in Juchnow heute nur wenige historische Bauten erhalten geblieben.

### Bevölkerungsentwicklung
| Jahr | Einwohner |
| ---- | --------- |
| 1897 | 2249      |
| 1926 | 2032      |
| 1939 | 3769      |
| 1959 | 4083      |
| 1970 | 5193      |
| 1979 | 7178      |
| 1989 | 6059      |
| 2002 | 7692      |
| 2010 | 7056      |

Anmerkung: Volkszählungsdaten

## Wirtschaft
Das an der Fernstraße A101 und in der Nähe der Eisenbahnstrecke Kaluga–Wjasma liegende Juchnow hat nur wenig Industrie, die sich weitgehend auf Nahrungsmittel-, Holz- und Leichtindustrie beschränkt. Der Rajon Juchnow wird bis heute von der Landwirtschaft geprägt.

## Söhne und Töchter der Stadt
- Dmitri Faddejew (1907–1989), Mathematiker
- Michail Janschin (1902–1976), Schauspieler, Volkskünstler der UdSSR
- Walentin Koptjug (1931–1997), Wissenschaftler
- Michail Russakow (1892–1963), Geologe